# Neotame
Neotame là chất làm ngọt nhân tạo do NutraSweet sản xuất từ 7.000 đến 13.000 lần ngọt hơn sucrose (đường ăn). In the European Union, it is known by the E number E961. Trong Liên minh châu Âu, nó được biết đến bằng số E E961. Nó vừa ổn định nhiệt, cực kỳ mạnh, nhanh chóng chuyển hóa, loại bỏ hoàn toàn và không tích tụ trong cơ thể.
Con đường trao đổi chất chính là sự thủy phân của este methyl bởi các esteraza hiện diện khắp cơ thể, tạo ra neotame và methanol không este hóa. Vì chỉ cần theo dõi lượng neotame cần thiết cho thực phẩm ngọt, lượng methanol từ neotame thấp hơn nhiều so với thức ăn thông thường.
Sản phẩm này hấp dẫn các nhà sản xuất thực phẩm, vì việc sử dụng nó làm giảm chi phí sản xuất so với việc sử dụng đường hoặc syrup ngô fructose cao (do lượng ít hơn cần thiết để đạt được sự ngọt ngào như nhau), đồng thời mang lại lợi ích cho người tiêu dùng bằng cách cung cấp Ít calo đường "có sản phẩm nào" và tác động thấp hơn đối với lượng đường trong máu.

## Hóa học
Nó tương tự hóa học với chất làm ngọt nhân tạo aspartame, nhưng được sử dụng ở mức độ thấp hơn rất nhiều và ổn định hơn. Về mặt hóa học, nó có một nhóm 3,3-dimetylbutyl gắn với nhóm amino của phần aspartic acid của phân tử. Các peptidase thường phá vỡ liên kết peptit giữa axit aspartic và phenylalanine, bị chặn lại bởi sự có mặt của nhóm 3,3-dimetylbutyl, do đó làm giảm sự sản xuất phenylalanine trong quá trình trao đổi chất hóa học. Kết quả là, nó là an toàn cho tiêu dùng của những người bị phenylketonuria.

## Phê chuẩn
Neotame đã được Cơ quan Quản lý Thực phẩm và Dược phẩm (FDA) chấp nhận sử dụng vào tháng 7 năm 2002, vào tháng 11 năm 2011  bởi EU để trở thành số E E1 (E961) nhưng vẫn chưa được sử dụng rộng rãi trong các sản phẩm thực phẩm. Neotame cũng được chấp nhận sử dụng ở Úc và New Zealand. Nó được chỉ định mã số 961 của Hệ thống mã số quốc tế (INS).
Mặc dù hơn 100 nghiên cứu được tài trợ bởi công ty đã được tiến hành trên neotame để chứng minh sự an toàn của nó trước khi FDA chấp thuận, cuộc tranh luận liên quan đến chất làm ngọt có liên quan, aspartame đã gây ra sự khuấy động giữa các đối thủ của chất phụ gia đó. Tuy nhiên, neotame là chất làm ngọt nhân tạo duy nhất được xếp hạng là "an toàn" bởi nhóm vận động người tiêu dùng Trung tâm Khoa học vì lợi ích Công cộng.

## Bằng sáng chế
Bằng sáng chế bao gồm phân tử neotam ở Hoa Kỳ, 5.480.668, ban đầu được dự kiến sẽ hết hạn vào 7 tháng 11 năm 2012, nhưng đã được Văn phòng Bằng sáng chế và Nhãn hiệu Hoa Kỳ kéo dài 973 ngày. Bằng sáng chế đã hết hạn vào ngày 8 tháng 7 năm 2015.